# جورج تايلر وود
جورج تايلر وود (بالإنجليزية: George Tyler Wood)‏ هو شخصية أعمال وسياسي أمريكي، ولد في 12 مارس 1795 في مقاطعة راندولف في الولايات المتحدة، وتوفي في 3 سبتمبر 1858 في بوينت بلانك في الولايات المتحدة. نشط حزبياً في الحزب الديمقراطي. وقد انتخب عضو مجلس ولاية تكساس (1846 – 1847) وانتخب حاكم ولاية تكساس (21 ديسمبر 1847 – 21 ديسمبر 1849).